# Longecourt-lès-Culêtre
Longecourt-lès-Culêtre è un comune francese di 50 abitanti situato nel dipartimento della Côte-d'Or nella regione della Borgogna-Franca Contea.

## Società

### Evoluzione demografica
Abitanti censiti